# Chudleigh (ort i Australien)
Chudleigh är en ort i Australien. Den ligger i kommunen Meander Valley och delstaten Tasmanien, i den sydöstra delen av landet, omkring 160 kilometer nordväst om delstatshuvudstaden Hobart. Antalet invånare är 399.
Runt Chudleigh är det mycket glesbefolkat, med 2 invånare per kvadratkilometer.. Närmaste större samhälle är Deloraine, omkring 16 kilometer öster om Chudleigh.
I omgivningarna runt Chudleigh växer i huvudsak städsegrön lövskog. Genomsnittlig årsnederbörd är 1 605 millimeter. Den regnigaste månaden är juli, med i genomsnitt 178 mm nederbörd, och den torraste är februari, med 73 mm nederbörd.